# Simon Fourcade
Simon Fourcade (* 25. April 1984 in Perpignan) ist ein ehemaliger französischer Biathlet und heutiger Biathlontrainer. Seit 2023 ist er Cheftrainer der französischen Männer-Nationalmannschaft.
Fourcades größte sportliche Erfolge waren der Weltmeistertitel mit der französischen Mixed-Staffel 2009 sowie der Gewinn der Silbermedaille im Einzel bei der WM 2012 und der Weltcupwertung in derselben Disziplin im gleichen Jahr.
Er ist der vier Jahre ältere Bruder von Martin Fourcade.

## Karriere
Simon Fourcade betrieb den Biathlonsport seit 1998 und gehörte seit 2001 dem französischen Nationalkader an. Der Sportsoldat aus Villard-de-Lans startete für den Villard de Lans Ski Club.
Schon als Junior war Fourcade äußerst erfolgreich. 2003 in Kościelisko gewann er den Titel im Einzel, 2004 in Haute-Maurienne im Sprint und der Verfolgung, jeweils vor dem späteren Staffelolympiasieger Michael Rösch und 2005 bei der Verfolgung in Kontiolahti. Hinzu kommen weitere vier Vizejuniorenweltmeistertitel zwischen 2002 und 2005.
Im Weltcup wurde er erstmals beim Finale der Saison 2003/04 am Holmenkollen in Oslo eingesetzt. Nach einem 54. Rang im Sprint lief er während der Verfolgung auf den 27. Rang vor. Bei den Olympischen Spielen 2006 in Turin wurde er im Einzelwettbewerb eingesetzt, wo er 31. wurde. Seine erste Weltmeisterschaft erlebte Fourcade 2006 in Pokljuka, wo er jedoch nur in der Staffel zum Einsatz kam. In der Folgesaison, bei der Weltmeisterschaft 2007 in Antholz, nahm er an allen Wettbewerben teil. Nach einem 37. Platz im Sprint und einem 25. in der Verfolgung erreichte Fourcade mit den beiden achten Plätzen im Einzel und im Massenstart seine bis dahin besten Einzelplatzierungen überhaupt. Der erste Podestplatz gelang Fourcade am 1. März 2007, als er im Einzelrennen in Lahti hinter seinem Landsmann Raphaël Poirée den zweiten Platz belegte. Im Winter 2007/08 lief der Franzose zehnmal unter die besten Zehn und beendete die Saison als 17. Die darauffolgende Saison 2008/2009 wurde noch erfolgreicher für Fourcade. Zum Auftakt in Östersund konnte er mit Platz drei im Sprint zum zweiten Mal aufs Siegerpodest laufen. Neben zahlreichen weiteren Platzierungen unter den ersten Zehn bei den Weltcup-Veranstaltungen wurde die WM in Pyeongchang zum Höhepunkt der Saison. Simon Fourcade gewann die Goldmedaille mit der französischen Mixed-Staffel und konnte in allen Rennen die Top 10 erreichen. Im Gesamtweltcup belegte er am Ende der Saison Rang 15. Fourcade nahm 2010 in Vancouver erneut an den Olympischen Winterspielen teil. Sein bestes Resultat war Rang 14 im Massenstart. In der Weltcup-Gesamtwertung lag Fourcade am Ende seiner bis dahin besten Saison, der Saison 2009/2010, auf Platz sieben. Jedoch konnte er sein bestes Ergebnis im Gesamtweltcup in der Saison 2011/2012 auf den fünften Rang verbessern.
Aufgrund eines Kompartmentsyndrom begann die Saison 2012/2013 für Fourcade mit einer Operation, wodurch er an den ersten Weltcuprennen nicht teilnehmen konnte. Sein erstes Rennen absolvierte er in Oberhof, jedoch nur mit geringem Erfolg. Auch an den Biathlon-Weltmeisterschaften 2013 in Nové Město na Moravě nahm Fourcade teil. Er gewann eine Silbermedaille mit der Herren-Staffel und kam zweimal unter die besten Zehn. Das beste Ergebnis dieser Saison erzielte er beim Weltcupfinale in Chanty-Mansijsk, er wurde hinter dem Österreicher Christoph Sumann im Verfolger Zweiter.
Nach der Saison 2018/19 beendete Simon Fourcade seine Karriere.

## Trainerlaufbahn
Nach seinem Karriereende wurde Simon Fourcade Trainer der Juniorenmannschaft im Französischen Skiverband.
Zur Saison 2023/24 rückte er auf Wunsch der Athleten zum Cheftrainer der Weltcupmannschaft der Männer auf, nachdem Vincent Vittoz und Patrick Favre aufgrund persönlicher Differenzen mit diesen zurückgetreten waren. Als Schießtrainer steht ihm Jean-Pierre Amat zur Seite.

## Statistik

### Weltcupsiege
Team
| Nr. | Datum             | Ort              | Disziplin       |
| --- | ----------------- | ---------------- | --------------- |
| 1.  | 19. Februar 2009  | Pyeongchang (WM) | Mixed-Staffel 1 |
| 2.  | 06. Dezember 2009 | Östersund        | Staffel 2       |
| 3.  | 22. Januar 2012   | Antholz          | Staffel 3       |
| 4.  | 10. Januar 2013   | Ruhpolding       | Staffel 3       |
| 5.  | 20. Januar 2013   | Antholz          | Staffel 3       |
| 6.  | 19. Januar 2014   | Antholz          | Staffel 3       |
| 7.  | 30. November 2014 | Östersund        | Mixed-Staffel 4 |
| 8.  | 05. März 2017     | Pyeongchang      | Staffel 5       |

### Biathlon-Weltcup-Platzierungen
Die Tabelle zeigt alle Platzierungen (je nach Austragungsjahr einschließlich Olympische Spiele und Weltmeisterschaften).
- 1.–3. Platz: Anzahl der Podiumsplatzierungen
- Top 10: Anzahl der Platzierungen unter den ersten zehn (einschließlich Podium)
- Punkteränge: Anzahl der Platzierungen innerhalb der Punkteränge (einschließlich Podium und Top 10)
- Starts: Anzahl gelaufener Rennen in der jeweiligen Disziplin
- Staffel: inklusive Mixed- und Single-Mixed-Staffeln

| Platzierung          | Einzel | Sprint | Verfolgung | Massenstart | Staffel | Gesamt |
| -------------------- | ------ | ------ | ---------- | ----------- | ------- | ------ |
| 1. Platz             |        |        |            |             | 7       | 7      |
| 2. Platz             | 3      | 2      |            | 1           | 5       | 11     |
| 3. Platz             |        | 1      | 1          |             | 7       | 9      |
| Top 10               | 13     | 17     | 19         | 12          | 40      | 101    |
| Punkteränge          | 22     | 56     | 49         | 31          | 46      | 204    |
| Starts               | 26     | 90     | 57         | 31          | 46      | 250    |
| Stand: 22. März 2015 |        |        |            |             |         |        |